# Jean Jamers
Jean Jamers, né le 24 novembre 1907 à Montegnée où il est mort le 12 mars 1970, est un footballeur international belge actif durant les années 1930. Il évoluait au poste de milieu de terrain.

## Carrière en club
Jean Jamers fait partie de l'équipe du Racing Football Club Montegnée lorsque le club dispute sa seule saison en Division d'Honneur, en 1930-1931, conclue à l'avant-dernière place. Le joueur reste toujours au club quand il est relégué en Promotion, à l'époque troisième et dernier niveau national, en 1933. Il participe à la conquête du titre dès la première saison et remonte directement en Division 1, l'anti-chambre de l'élite. Bien qu'il joue en deuxième division, il est convoqué à deux reprises chez les « Diables Rouges » en 1935 et 1936. En 1937, il rejoint les rangs du Sporting Charleroi, tout juste promu au deuxième niveau national. Il y joue durant deux saisons et voit sa carrière stoppée par le déclenchement de la Seconde Guerre mondiale.

### Statistiques
| Saison                | Club                  | Championnat           | Championnat | Championnat | Coupe(s) nationale(s) | Coupe(s) nationale(s) | Total | Total |
| Saison                | Club                  | Division              | M.          | B.          | M.                    | B.                    | M.    | B.    |
| 1930-1931             | RFC Montegnée         | Division 1            | -           | -           | 0                     | 0                     | 0     | 0     |
| 1931-1932             | RFC Montegnée         | Division 2            | -           | -           | 0                     | 0                     | 0     | 0     |
| 1932-1933             | RFC Montegnée         | Division 2            | -           | -           | 0                     | 0                     | 0     | 0     |
| 1933-1934             | RFC Montegnée         | Division 3            | -           | -           | 0                     | 0                     | 0     | 0     |
| 1934-1935             | RFC Montegnée         | Division 2            | -           | -           | -                     | -                     | 0     | 0     |
| 1935-1936             | RFC Montegnée         | Division 2            | -           | -           | 0                     | 0                     | 0     | 0     |
| 1936-1937             | RFC Montegnée         | Division 2            | -           | -           | 0                     | 0                     | 0     | 0     |
| Sous-total            | Sous-total            | Sous-total            | -           | -           | -                     | -                     | 0     | 0     |
| 1937-1938             | Charleroi SC          | Division 2            | -           | -           | 0                     | 0                     | 0     | 0     |
| 1938-1939             | Charleroi SC          | Division 2            | -           | -           | 0                     | 0                     | 0     | 0     |
| Sous-total            | Sous-total            | Sous-total            | -           | -           | -                     | -                     | 0     | 0     |
| Total sur la carrière | Total sur la carrière | Total sur la carrière | 1           | -           | -                     | -                     | 1     | 0     |

### Palmarès
- 1 fois champion de Belgique de Division 3 en 1934 avec le Racing Football Club Montegnée.

## Carrière en équipe nationale
Jean Jamers est convoqué à deux reprises en équipe nationale belge, pour autant de matches joués. Il dispute son premier match avec les « Diables Rouges » le 17 novembre 1935 lors d'une large victoire 5-1 contre la Suède et son second le 16 février 1936, qui se solde sur une défaite 0-2 contre la Pologne.

### Liste des sélections internationales
Le tableau ci-dessous reprend toutes les sélections de Jean Jamers. Le score de la Belgique est toujours indiqué en gras.
| Date       | Compétition  | Adversaire | Lieu      | Score | Remarque |
| ---------- | ------------ | ---------- | --------- | ----- | -------- |
| 17/11/1935 | Match amical | Suède      | Bruxelles | 5-1   |          |
| 16/02/1936 | Match amical | Pologne    | Bruxelles | 0-2   |          |